# Hans Krausner
Hans Krausner (ur. 1928, zm. 2014 w Semmering) – austriacki saneczkarz, złoty medalista mistrzostw świata i wielokrotny medalista mistrzostw Europy.

## Kariera
Pierwszy sukces w karierze osiągnął w 1959 roku, kiedy w parze z Rudolfem Peyfussem zdobył złoty medal w dwójkach podczas mistrzostw Europy w Innsbrucku. W tej samej konkurencji zdobył jeszcze trzy medale mistrzostw kontynentu, za każdym razem z innym partnerem: złoty na mistrzostwach Europy w Cortinie d’Ampezzo (1953), srebrny na mistrzostwach Europy w Garmisch-Partenkirchen (1952) i brązowy na mistrzostwach Europy w Davos (1954). Wywalczył także srebrny medal w jedynkach podczas mistrzostw Europy w Imst w 1956 roku. Ponadto wspólnie z Josefem Thalerem wywalczył złoty medal na mistrzostwach świata w Oslo. Była to pierwsza edycja zawodów tego cyklu, Austriacy zostali więc pierwszymi w historii mistrzami świata w dwójkach.